# Comuna Kalenîkî, Reșetîlivka
Kalenîkî (în ucraineană Каленики) este o comună în raionul Reșetîlivka, regiunea Poltava, Ucraina, formată din satele Hreșceate și Kalenîkî (reședința).

## Demografie
Componența lingvistică a comunei Kalenîkî
     Ucraineană (97,27%)
     Rusă (2,39%)
     Alte limbi (0,34%)
Conform recensământului din 2001, majoritatea populației comunei Kalenîkî era vorbitoare de ucraineană (97,27%), existând în minoritate și vorbitori de rusă (2,39%).